# 布尔萨体育
布尔萨体育（土耳其語：Bursaspor）是一家主场坐落于土耳其第四大城市布尔萨的职业足球俱乐部。俱乐部成立于1963年，球队的绰号“绿鳄”。球队的主色调一般是绿色和白色，主场球衣颜色也会有经常有绿白搭配的样式。2009–10赛季布尔萨体育拿下了俱乐部首尊土超联赛奖杯。

## 球队历史
布尔萨体育俱乐部成立于1963年6月1日，常年作战于土耳其足球超级联赛。
2009–10赛季布尔萨体育结束土耳其传统三强加拉塔萨雷、费内巴切和贝西克塔斯对土超的垄断，以75分的成绩首夺联赛桂冠，领先费内巴切1分。 布尔萨体育成为了第二家伊斯坦布尔之外获得土超冠军的俱乐部(首支球队是1976年的特拉布宗体育)。 在这次夺冠前球队从未进入过土超联赛的三甲，这也是主教练厄图格鲁·萨格拉姆首次完成全赛季的指挥。

## 荣誉
- 土耳其足球超級聯賽
  - 冠军（1 次）： 2009–10
- 土耳其盃:
  - 冠军（1 次）： 1986
  - 亚军（3 次）： 1971, 1974, 1992
- 土耳其足球甲級聯賽:
  - 冠军（2 次）： 1967, 2006
- 联赛盃:
  - 冠军（2 次）： 1971, 1992
  - 亚军（1 次）： 1974
- 土耳其超級盃
  - 亚军（2 次）： 1986, 2010